# 8827 Колльвіц
8827 Колльвіц (8827 Kollwitz) — астероїд головного поясу, відкритий 13 серпня 1988 року.
Тіссеранів параметр щодо Юпітера — 3,562.